# Губаревский сельский совет (Харьковская область)
Губаревский сельский совет — входит в состав Богодуховского района Харьковской области Украины.
Административный центр сельского совета находится в селе Губаревка
.

## История
- 1918 — дата образования.

## Населённые пункты совета
- село Губаревка